# Лиханово (Курганская область)
Лиханово — село в Частоозерском районе Курганской области. Входит в состав Частоозерского сельсовета.

## История
До 1917 года центр Лихановской волости Ишимского уезда Тобольской губернии. По данным на 1926 год состояло из 211 хозяйств. В административном отношении являлось центром Лихановского сельсовета Частоозерского района Ишимского округа Уральской области.

## Население
| 1989 | 2002 | 2010 | 2012 | 2013 | 2014 | 2015 |
| ---- | ---- | ---- | ---- | ---- | ---- | ---- |
| 415  | ↘164 | ↘74  | ↘67  | ↘59  | ↗60  | ↘59  |
| 2016 | 2017 | 2018 | 2019 |      |      |      |
| ↘58  | ↘52  | ↘51  | ↗52  |      |      |      |

По данным переписи 1926 года в селе проживало 902 человека (442 мужчины и 460 женщин), в том числе: русские составляли 99 % населения.